# Sportgemeinschaft Dynamo Dresden 1999-2000
Questa voce raccoglie le informazioni riguardanti la Sportgemeinschaft Dynamo Dresden nelle competizioni ufficiali della stagione 1999-2000.

## Stagione
Nella stagione 1999-2000 la Dinamo Dresda, allenato da Colin Bell e Cor Pot, concluse il campionato di Regionalliga nordest all'8º posto.

## Rosa
| N. |                                 | Ruolo | Calciatore          |
| -- | ------------------------------- | ----- | ------------------- |
| 1  | Croazia (bandiera)              | P     | Ignjac Kresic       |
| 2  | Serbia (bandiera)               | A     | Vladimir Manislavic |
| 6  | Germania (bandiera)             | C     | Maik Wagefeld       |
| 7  | Germania (bandiera)             | C     | Daniel Petrowsky    |
| 11 | Germania (bandiera)             | D     | Frank Paulus        |
| 12 | Germania (bandiera)             | D     | Benjamin Lense      |
| 21 | Montenegro (bandiera)           | D     | Branislav Bulatovic |
| 23 | Germania (bandiera)             | P     | Dietmar Hummel      |
|    | Germania (bandiera)             | D     | Rene Groth          |
|    | Bosnia ed Erzegovina (bandiera) | D     | Ninoslav Milenković |
|    | Germania (bandiera)             | D     | Dirk Oberritter     |
|    | Germania (bandiera)             | D     | Uwe Wolf            |
|    | Germania (bandiera)             | C     | Thomas Gerstner     |
|    | Germania (bandiera)             | C     | Matthias Großmann   |
|    | Polonia (bandiera)              | C     | Antoni Jeleń        |

| N. |                     | Ruolo | Calciatore        |
| -- | ------------------- | ----- | ----------------- |
|    | Germania (bandiera) | C     | Lars Jungnickel   |
|    | Germania (bandiera) | C     | Frank Kaiser      |
|    | Germania (bandiera) | C     | Sascha Lense      |
|    | Germania (bandiera) | C     | Carsten Paulick   |
|    | Germania (bandiera) | C     | René Schmidt      |
|    | Germania (bandiera) | C     | Silvio Schröter   |
|    | Germania (bandiera) | C     | Jens Wahl         |
|    | Germania (bandiera) | C     | Marco Weller      |
|    | Brasile (bandiera)  | A     | Fernando Nogueira |
|    | Germania (bandiera) | A     | Rico Hanke        |
|    | Serbia (bandiera)   | A     | Velibor Kopunović |
|    | Germania (bandiera) | A     | Sebastian Müller  |
|    | Serbia (bandiera)   | A     | Veselin Popović   |
|    | Croazia (bandiera)  | A     | Goran Skeledžić   |

## Organigramma societario
Area tecnica
- Allenatore: Cor Pot
- Allenatore in seconda:
- Preparatore dei portieri:
- Preparatori atletici:
- Analisi video:

## Calciomercato

### Sessione estiva
| Acquisti | Acquisti            | Acquisti      | Acquisti |
| R.       | Nome                | da            | Modalità |
| -------- | ------------------- | ------------- | -------- |
| D        | Ninoslav Milenković | B36 Tórshavn  |          |
| C        | Daniel Petrowsky    | Union Berlino |          |
| D        | Branislav Bulatovic | Dresdner SC   |          |
| P        | Dietmar Hummel      | Friburgo      |          |
| A        | Velibor Kopunović   | Vác           |          |
| P        | Ignjac Kresic       | Darmstadt     |          |
| C        | Sascha Lense        | Unterhaching  |          |
| A        | Vladimir Manislavic | Stella Rossa  |          |
| A        | Sebastian Müller    | Babelsberg    |          |
| D        | Frank Paulus        | Colonia II    |          |
| A        | Goran Skeledžić     | Darmstadt     |          |
| C        | Marco Weller        | Colonia       |          |
| D        | Uwe Wolf            | Salisburgo    |          |

| Cessioni | Cessioni         | Cessioni           | Cessioni |
| R.       | Nome             | a                  | Modalità |
| -------- | ---------------- | ------------------ | -------- |
| C        | Stefan Bernhardt | Monaco 1860 II     |          |
| D        | Marcus Claus     | Einheit Rudolstadt |          |
| P        | Boris Jovanovic  | Borea Dresda       |          |
| P        | Thomas Köhler    | Energie Cottbus    |          |
| C        | Robert Kovačić   | Wuppertal          |          |
| C        | Kai Metzner      | Lokomotive Lipsia  |          |
| A        | Gabor Nagy       | Rot-Weiß Erfurt    |          |
| A        | Nico Patschinski | Greuther Fürth     |          |
| D        | Jens Reckmann    | BFC Dynamo         |          |
| D        | Daniel Rosin     | Bayern Monaco II   |          |
| C        | Sascha Schönfeld | Plauen             |          |
| C        | Falk Terjek      | VfR Mannheim       |          |

### Sessione invernale
| Acquisti | Acquisti        | Acquisti        | Acquisti |
| R.       | Nome            | da              | Modalità |
| -------- | --------------- | --------------- | -------- |
| C        | Thomas Gerstner | Carl Zeiss Jena |          |
| A        | Veselin Popović | Zwickau         |          |

| Cessioni | Cessioni | Cessioni | Cessioni |
| R.       | Nome     | a        | Modalità |
| -------- | -------- | -------- | -------- |

## Risultati

### Regionalliga nordest

#### Girone di andata
| Arbitro: | Sturm |

|              |           |            |
| Großmann 75’ | Marcatori | 89’ Spasov |

| Arbitro: | Keßler |

|           |           |                |
| Binke 24’ | Marcatori | 50’ Jungnickel |

| Arbitro: | Sax |

|                    |           |  |
| Rusayev 90’ (aut.) | Marcatori |  |

| Arbitro: | Reimer |

|              |           |            |
| Ernemann 13’ | Marcatori | 83’ Müller |

| Arbitro: | Reck |

|              |           |            |
| Großmann 89’ | Marcatori | 36’ Schade |

| Arbitro: | Heynemann |

|          |           |  |
| Boer 88’ | Marcatori |  |

| Arbitro: | Bley |

|                             |           |                        |
| Schröter 41’ Oberritter 88’ | Marcatori | 43’ Bustos 64’ Sánchez |

| Lipsia 17 ottobre 1999, ore 19:00 CEST 8ª giornata | VfB Lipsia  | 0 – 2 a tavolino referto | Dinamo Dresda | Bruno-Plache-Stadion (3 800 spett.)\| Arbitro: \| Blumenstein \| |
| Arbitro:                                           | Blumenstein |                          |               |                                                                  |

| Arbitro: | Ruzik |

|              |           |                |
| Nogueira 42’ | Marcatori | 55’ Stankovski |

| Arbitro: | Pleßke |

|            |           |                            |
| Dohnal 57’ | Marcatori | 45’ Schröter 79’ Kopunović |

| Arbitro: | Gräfe |

|           |           |  |
| Müller 4’ | Marcatori |  |

| Arbitro: | Sturm |

|                         |           |           |
| Nemec 3’ Engelhardt 57’ | Marcatori | 89’ Hanke |

| Arbitro: | Kruse |

|                            |           |                                |
| Lense 8’ Müller 33’ (rig.) | Marcatori | 1’, 58’ Kretschmer 40’ Sträßer |

| Arbitro: | Fleske |

|           |           |                            |
| Sadlo 33’ | Marcatori | 43’ Wahl 67’, 90’ Nogueira |

| Arbitro: | Weber |

|  |           |             |
|  | Marcatori | 78’ Küntzel |

| Arbitro: | Heynemann |

|  |           |                |
|  | Marcatori | 59’ Zimmerling |

| Arbitro: | Gräfe |

|            |           |             |
| Hölzel 59’ | Marcatori | 67’ Popović |

#### Girone di ritorno
| Arbitro: | Richter |

|           |           |           |
| Lesch 63’ | Marcatori | 85’ Hanke |

| Arbitro: | Kokel |

|                |           |            |
| Manislavic 35’ | Marcatori | 13’ Sionko |

| Arbitro: | Melms |

|                           |           |  |
| Nowotny 7’ Jović 37’, 54’ | Marcatori |  |

| Arbitro: | Häcker |

|                                  |           |  |
| Hanke 6’ Müller 31’ Schröter 60’ | Marcatori |  |

| Arbitro: | Scheibel |

|                                           |           |             |
| Fraedrich 37’ Wojtal 77’ (rig.), 80’, 85’ | Marcatori | 19’ Popović |

| Arbitro: | Reck |

|           |           |            |
| Hanke 28’ | Marcatori | 37’ Koslov |

| Arbitro: | Wehnert |

|                             |           |                         |
| Milde 5’ Maglica 24’ (rig.) | Marcatori | 58’ Müller 76’ Schröter |

| Arbitro: | Fleske |

|                                   |           |               |
| Nogueira 55’ Bulatovic 77’ (rig.) | Marcatori | 87’ Brestrich |

| Arbitro: | Weise |

|  |           |                      |
|  | Marcatori | 17’ Müller 87’ Hanke |

| Arbitro: | Jauch |

|              |           |  |
| Nogueira 13’ | Marcatori |  |

| Arbitro: | Sax |

|  |           |                                     |
|  | Marcatori | 50’ Hanke 68’ Jungnickel 88’ Kaiser |

| Arbitro: | Ranft |

|                       |           |  |
| Popović 61’ Hanke 65’ | Marcatori |  |

| Arbitro: | Cyrklaff |

|            |           |                |
| Donkor 72’ | Marcatori | 79’ Milenković |

| Arbitro: | Robel |

|                                     |           |              |
| Manislavic 3’ Popović 27’ Hanke 36’ | Marcatori | 79’ Embingou |

| Arbitro: | Melms |

|             |           |  |
| Küntzel 23’ | Marcatori |  |

| Lipsia 13 maggio 2000, ore 14:00 CEST 33ª giornata | Sachsen Lipsia | 0 – 0 referto | Dinamo Dresda | Alfred-Kunze-Sportpark (6 347 spett.)\| Arbitro: \| Gräfe \| |
| Arbitro:                                           | Gräfe          |               |               |                                                              |

| Arbitro: | Pleßke |

|                |           |  |
| Jungnickel 89’ | Marcatori |  |

## Statistiche

### Statistiche di squadra
| Competizione         | Punti | In casa | In casa | In casa | In casa | In casa | In casa | In trasferta | In trasferta | In trasferta | In trasferta | In trasferta | In trasferta | Totale | Totale | Totale | Totale | Totale | Totale | DR  |
| Competizione         | Punti | G       | V       | N       | P       | Gf      | Gs      | G            | V            | N            | P            | Gf           | Gs           | G      | V      | N      | P      | Gf     | Gs     | DR  |
| -------------------- | ----- | ------- | ------- | ------- | ------- | ------- | ------- | ------------ | ------------ | ------------ | ------------ | ------------ | ------------ | ------ | ------ | ------ | ------ | ------ | ------ | --- |
| Regionalliga nordest | 52    | 17      | 8       | 6       | 3       | 23      | 14      | 17           | 5            | 7            | 5            | 21           | 20           | 34     | 13     | 13     | 8      | 44     | 34     | +10 |
| Totale               | 52    | 17      | 8       | 6       | 3       | 23      | 14      | 17           | 5            | 7            | 5            | 21           | 20           | 34     | 13     | 13     | 8      | 44     | 34     | +10 |

### Andamento in campionato
| Giornata  | 1 | 2  | 3 | 4 | 5 | 6 | 7  | 8 | 9 | 10 | 11 | 12 | 13 | 14 | 15 | 16 | 17 | 18 | 19 | 20 | 21 | 22 | 23 | 24 | 25 | 26 | 27 | 28 | 29 | 30 | 31 | 32 | 33 | 34 |
| --------- | - | -- | - | - | - | - | -- | - | - | -- | -- | -- | -- | -- | -- | -- | -- | -- | -- | -- | -- | -- | -- | -- | -- | -- | -- | -- | -- | -- | -- | -- | -- | -- |
| Luogo     | C | T  | C | T | C | T | C  | T | C | T  | C  | T  | C  | T  | C  | C  | T  | T  | C  | T  | C  | T  | C  | T  | C  | T  | C  | T  | C  | T  | C  | T  | T  | C  |
| Risultato | N | N  | V | N | N | P | N  | V | N | V  | V  | P  | P  | V  | P  | P  | N  | N  | N  | P  | V  | P  | N  | N  | V  | V  | V  | V  | V  | N  | V  | P  | N  | V  |
| Posizione | 7 | 10 | 6 | 8 | 7 | 9 | 12 | 8 | 9 | 6  | 5  | 7  | 8  | 6  | 6  | 9  | 10 | 9  | 10 | 11 | 10 | 11 | 11 | 11 | 11 | 10 | 8  | 8  | 8  | 8  | 8  | 8  | 8  | 8  |

Legenda:

Luogo: C = Casa; T = Trasferta. Risultato: V = Vittoria; N = Pareggio; P = Sconfitta.

### Statistiche dei giocatori
| B. Bulatovic  | 19 | 1 | 1 | 0 |
| T. Gerstner   | 3  | 0 | 0 | 0 |
| R. Groth      | 7  | 0 | 2 | 1 |
| M. Großmann   | 17 | 2 | 4 | 1 |
| R. Hanke      | 34 | 8 | 0 | 0 |
| D. Hummel     | 0  | 0 | 0 | 0 |
| A. Jeleń      | 22 | 0 | 8 | 0 |
| L. Jungnickel | 23 | 3 | 2 | 0 |
| F. Kaiser     | 19 | 1 | 3 | 0 |
| V. Kopunović  | 25 | 1 | 4 | 0 |
| I. Kresic     | 34 | 0 | 1 | 0 |
| B. Lense      | 3  | 0 | 0 | 0 |
| S. Lense      | 19 | 1 | 3 | 0 |
| V. Manislavic | 18 | 2 | 5 | 1 |
| N. Milenković | 16 | 1 | 4 | 1 |
| S. Müller     | 31 | 6 | 4 | 0 |
| F. Nogueira   | 24 | 5 | 1 | 0 |
| D. Oberritter | 18 | 1 | 4 | 0 |
| C. Paulick    | 3  | 0 | 1 | 0 |
| F. Paulus     | 17 | 0 | 1 | 0 |
| D. Petrowsky  | 13 | 0 | 3 | 1 |
| V. Popović    | 15 | 4 | 4 | 1 |
| R. Schmidt    | 0  | 0 | 0 | 0 |
| S. Schröter   | 32 | 4 | 6 | 1 |
| G. Skeledžić  | 7  | 0 | 0 | 0 |
| M. Wagefeld   | 13 | 0 | 2 | 0 |
| J. Wahl       | 17 | 1 | 5 | 0 |
| M. Weller     | 12 | 0 | 3 | 0 |
| U. Wolf       | 4  | 0 | 2 | 0 |